# گریگور چالیکیان
گریگور سارگسی چالیکیان (ارمنی: Գրիգոր Սարգսի Չալիկյան؛ زاده ۲۵ اوت ۱۹۲۰ - درگذشته ۱۱ اکتبر ۲۰۰۴) بازیگر، کارگردان، نویسنده، hy:ասմունքող اهل ارمنستان بود. وی بین سال‌های - تا - میلادی فعالیت می‌کرد.

## زندگی‌نامه
وی در ۲۵ اوت ۱۹۲۰ در ازمیر به دنیا آمد و از انستیتو دولتی هنری و نمایشی ایروان (۱۹۵۳) فارغ‌التحصیل گشت. وی در تئاتر مخاطبان نوجوان و فرهنگستان دولتی تئاتر سوندوکیان فعالیت می‌کرد. وی عضو اتحادیه نویسندگان اتحاد شوروی (۱۹۵۸) بود. وی همچنین برنده جوایزی همچون چهره هنری شایسته ارمنستان شوروی (۱۹۷۷) شد. وی در ۱۱ اکتبر ۲۰۰۴ در سن ۸۴ سالگی در ایروان درگذشت.